# Ipomoea leucotricha
Ipomoea leucotricha ist eine Pflanzenart aus der Gattung der Prunkwinden (Ipomoea) aus der Familie der Windengewächse (Convolvulaceae). Die Art ist in Amerika verbreitet.

## Beschreibung
Ipomoea leucotricha ist eine windende Pflanze, die bis auf die Oberfläche der Laubblätter und die Krone mit dichter silbrig-seidiger Behaarung bedeckt ist. Die Laubblätter sind lang gestielt, kreisförmig-herzförmig und 7 bis 12 cm lang sowie 6 bis 10 cm breit. Der Blattrand ist ganzrandig oder selten auch gelappt, die Blattoberfläche ist grün gefärbt und nur spärlich behaart.
Die Blütenstandsstiele sind länger als die Laubblätter, sie tragen eine Vielzahl von Blüten. Die Tragblätter sind linealisch-lanzettlich und 6 mm lang. Die Blütenstiele haben eine Länge von 1 bis 2 cm. Die nahezu gleich gestalteten Kelchblätter sind 6 mm lang, langgestreckt-eiförmig und oben mit einer zurück gebogenen steifen Spitze versehen. Die Krone ist 5 bis 7 cm lang, am Schlund 2,5 mm breit und violett gefärbt. Die Außenseite ist bis auf die Falte in der Mitte der Kronblätter seidig behaart. Der Fruchtknoten ist unbehaart.

## Verbreitung
Die Art ist im südöstlichen Mexiko, in Guatemala, Nicaragua und Costa Rica verbreitet und wächst in Höhenlagen zwischen 900 und 1200 m.

## Systematik
Innerhalb der Gattung der Prunkwinden (Ipomoea) ist die Art in die Sektion Eriospermum der Untergattung Eriospermum eingeordnet, ohne jedoch einer Serie innerhalb dieser Sektion zugeordnet zu werden.

## Belege